# Aeroportul Hudson's Hope
Aeroportul Hudson's Hope (IATA: YNH, ICAO: CYNH) este un aeroport din Hudson's Hope⁠(d), Peace River Regional District⁠(d), Columbia Britanică, Canada.
Situat la o altitudine de 677 m, aeroportul dispune de o singură pistă.